# 李世安 (1915年)
李世安（1915年—1996年），男，安徽六安人，中国人民解放军将领、中国人民解放军开国少将。曾任中国人民解放军广州军区空军副政委。

## 生平
1929年加入中国工农红军，同年加入中国共产主义青年团。1932年转入中国共产党。
1955年，授予中国人民解放军少将。

## 延伸阅读
[在维基数据编辑]